# Rotax 915 iS
Der Rotax 915 iS ein Flugzeugmotor, der von der österreichischen Firma BRP-Rotax für den Einsatz in Ultraleichtflugzeugen, Selbstbauflugzeugen, Light Sport Aircrafts, kleinen Hubschraubern und Tragschraubern entwickelt wurde. Seine Musterzulassung erfolgte 2017. Das Triebwerk wurde zum ersten Mal auf dem EAA AirVenture in Oshkosh im Juli 2015 vorgestellt und hatte seinen Erstflug im März 2016. Im Januar 2016 wurde der Rotax 915 vom Luftfahrtportal AVweb als „Bester Motor des Jahres 2015“ ausgezeichnet.

## Konstruktion und Entwicklung
Der Rotax 915 iS ist ein wassergekühlter, turboaufgeladener Vierzylinder-Viertakt-Boxermotor mit Untersetzungsgetriebe. Er hat eine doppelte elektronische Benzineinspritzung mit einer Motorsteuerung von Rockwell Collins und Doppelzündung. Der Verdichter des Turboladers hat ein Druckverhältnis von 3,5:1. Das Triebwerk entwickelt eine Leistung von 141 PS (104 kW) beim Start und 135 PS (99 kW) im Reiseflug. Es kann die Nominalleistung bis 15.000 ft (4.572 m) halten.
Der Motor ist eine Weiterentwicklung des Rotax 912 mit Kraftstoffeinspritzung, verstärkter Kurbelwelle, veränderten Kolben, einem neuen Getriebe und Turbolader. Anfangs hatte der Motor eine TBO (Betriebszeit zwischen zwei Überholungen) von 1.200 Stunden, die je nach Erfahrung während des Betriebs auf 2.000 Stunden angehoben werden sollte.
Die Produktion des Motors begann in der zweiten Hälfte des Jahres 2017. Die European Aviation Safety Agency erteilte die Musterzulassung für den Rotax 915 iSc3 A am 14. Dezember 2017 und für den Rotax 915 iSc3 B am 4. Januar 2018.